# Вердик, Огюст
Огюст Вердик (нидерл. Auguste Verdyck 8 февраля 1902, Схотен — 14 февраля 1988, Merksem, Фламандский регион) — бельгийский профессиональный шоссейный велогонщик в 1924—1939 годах. Победитель многодневной велогонки Тур Страны Басков (1925).

## Достижения
1924
1-й Париж — Нант
2-й Схал Селс
1925
1-й Тур Страны Басков — Генеральная классификация
1-й — Этап 3
1-й Париж — Нант
2-й Чемпионат Бельгии — Групповая гонка
3-й Тур Бельгии — Генеральная классификация
1-й — Этап 5
8-й Тур де Франс — Генеральная классификация
1926
8-й Тур Фландрии
1928
2-й Чемпионат Бельгии по циклокросу
1929
7-й Тур Фландрии
1932
2-й Натионале Слёйтингспрейс
3-й Схелдепрейс

## Статистика выступлений

### Гранд-туры
| Гранд-тур      | 1925 | 1926 | 1927 | 1928 | 1929 |
| -------------- | ---- | ---- | ---- | ---- | ---- |
| Джиро д’Италия | —    | —    | —    | —    | —    |
| Тур де Франс   | 8    | —    | —    | —    | НФ   |

| —  | Не участвовал  |
| НФ | Не финишировал |